# Museumsinsel
Het Museumsinsel is de benaming voor het noordelijk deel van het Spree-eiland in de rivier de Spree, midden in de stad Berlijn, waar zich vijf musea bevinden. Dit zijn:
- Alte Nationalgalerie
- Altes Museum
- Bode-Museum
- Neues Museum
- Pergamonmuseum

Sinds 1993 wordt gewerkt aan een in drie fasen opgedeeld Masterplan om de musea te restaureren, aan te passen aan hedendaagse noden en technieken, te moderniseren en deels aan te vullen met nieuwe volumes die onder meer de samenhang tussen de musea en de onderlinge bereikbaarheid verbeteren. De kosten van dit Masterplan ten belope van meer dan anderhalf miljard euro zijn opgenomen in de Bondsbegroting.
Een vele jaren durende restauratie van de verschillende musea werd gestart, waarbij enkele musea soms voor een periode gesloten waren. De restauratie van de Alte Nationalgalerie (in december 2001) en het Bode-Museum (in oktober 2006) werden eerst afgerond. Het Neues Museum werd in oktober 2009 heropend, het Altes Museum in 2011. De restauratie van het Pergamonmuseum in verschillende fases werd opgestart in 2008.
Sinds 2019 is aan de vijf musea ook een centraal bezoekerscentrum toegevoegd, de James-Simon-Galerie. Het huisvest naast een foyer en de ingang tot het Pergamonmuseum ook ruimtes voor speciale tentoonstellingen, een informatiecentrum, een museumwinkel, een koffiehuis en restaurants. Het gebouw dient ook als toegang tot de Archeologische Promenade, die bij afwerking van het Masterplan vier van de vijf eilandmusea zal verbinden.
Het Museumsinsel is door de UNESCO in 1999 tot werelderfgoed verklaard.
De Berliner Dom ligt ook op dit eilanddeel.

## Fotogalerij

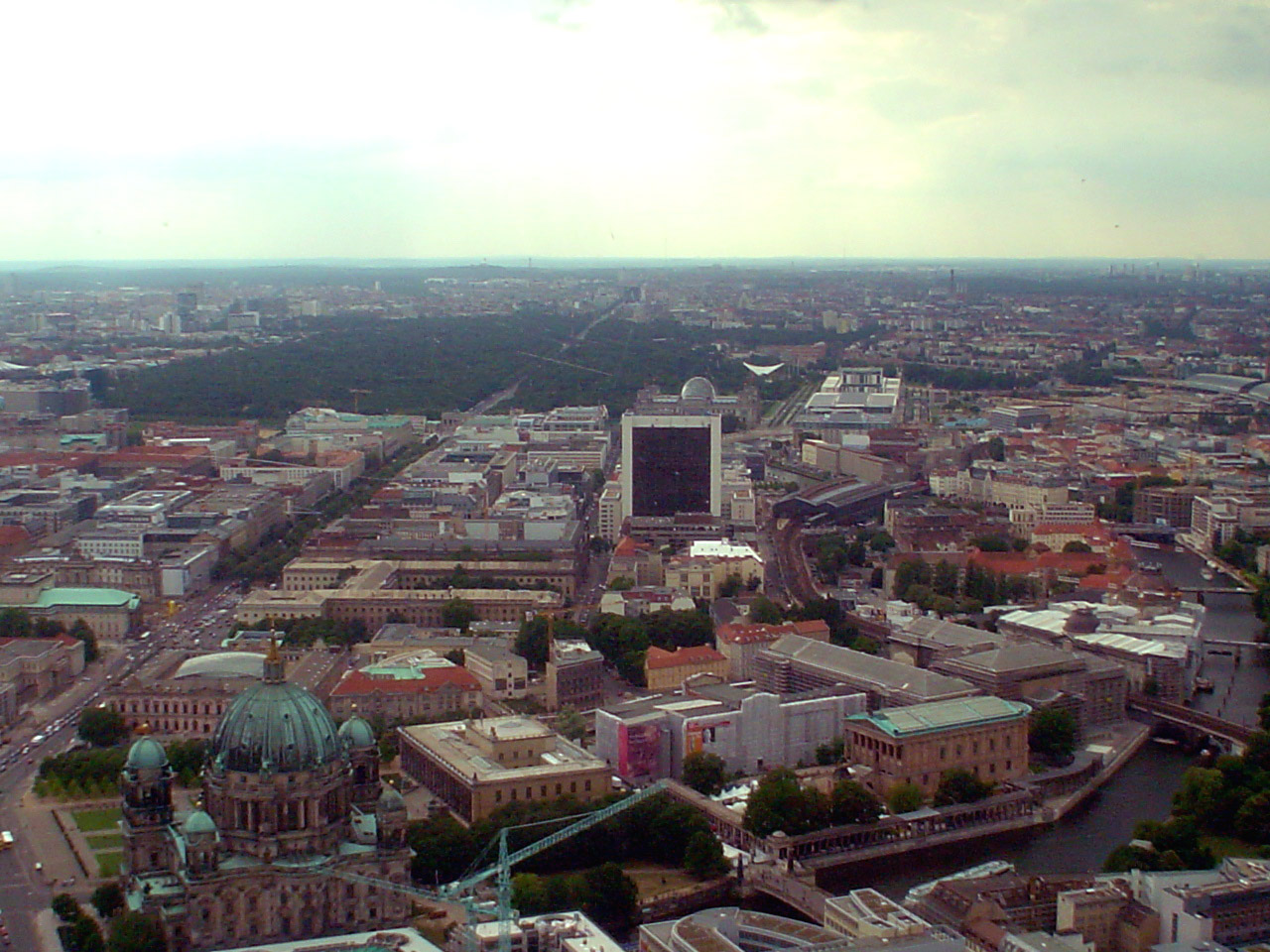
Luchtfoto Museumsinsel (voorgrond)
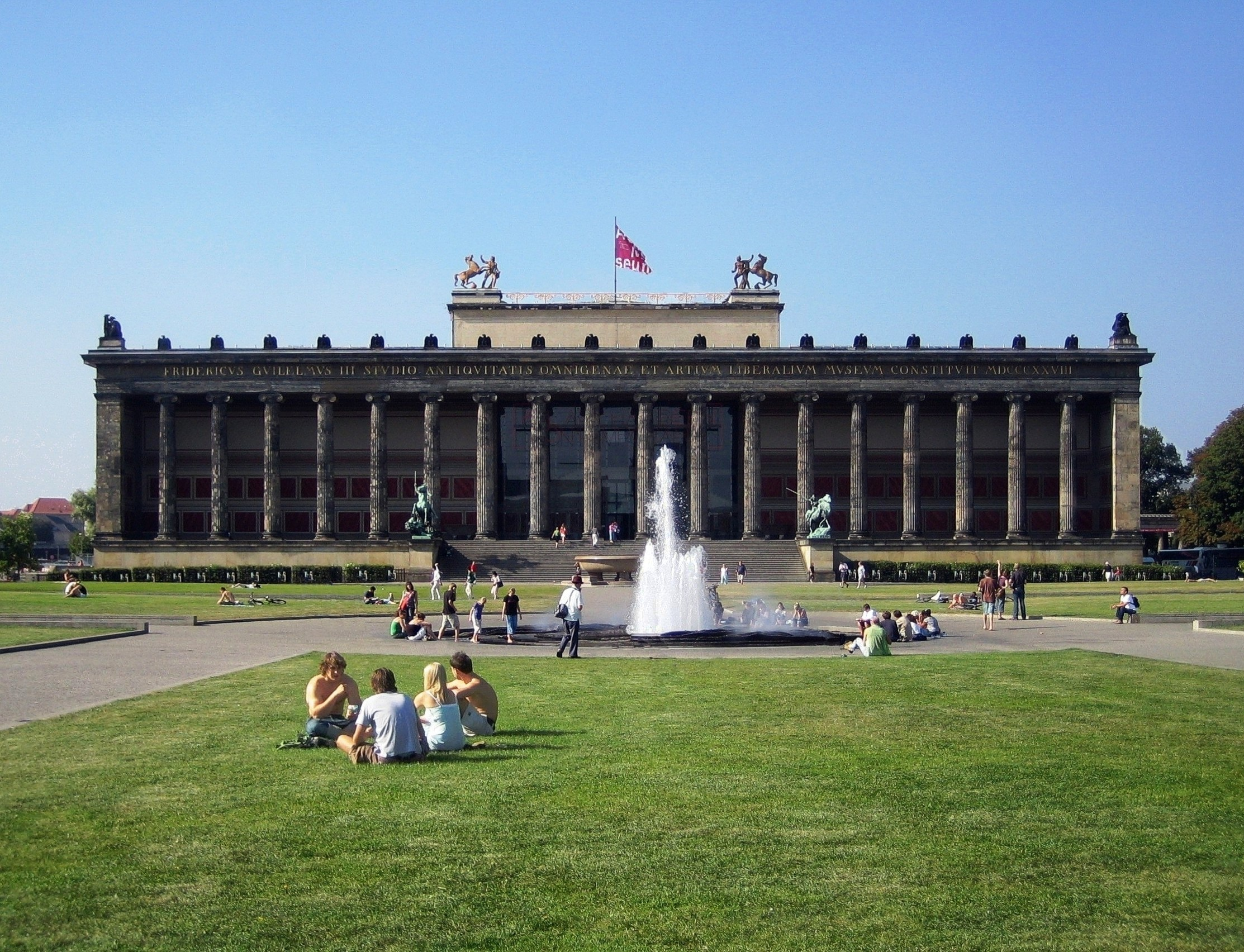
Altes Museum
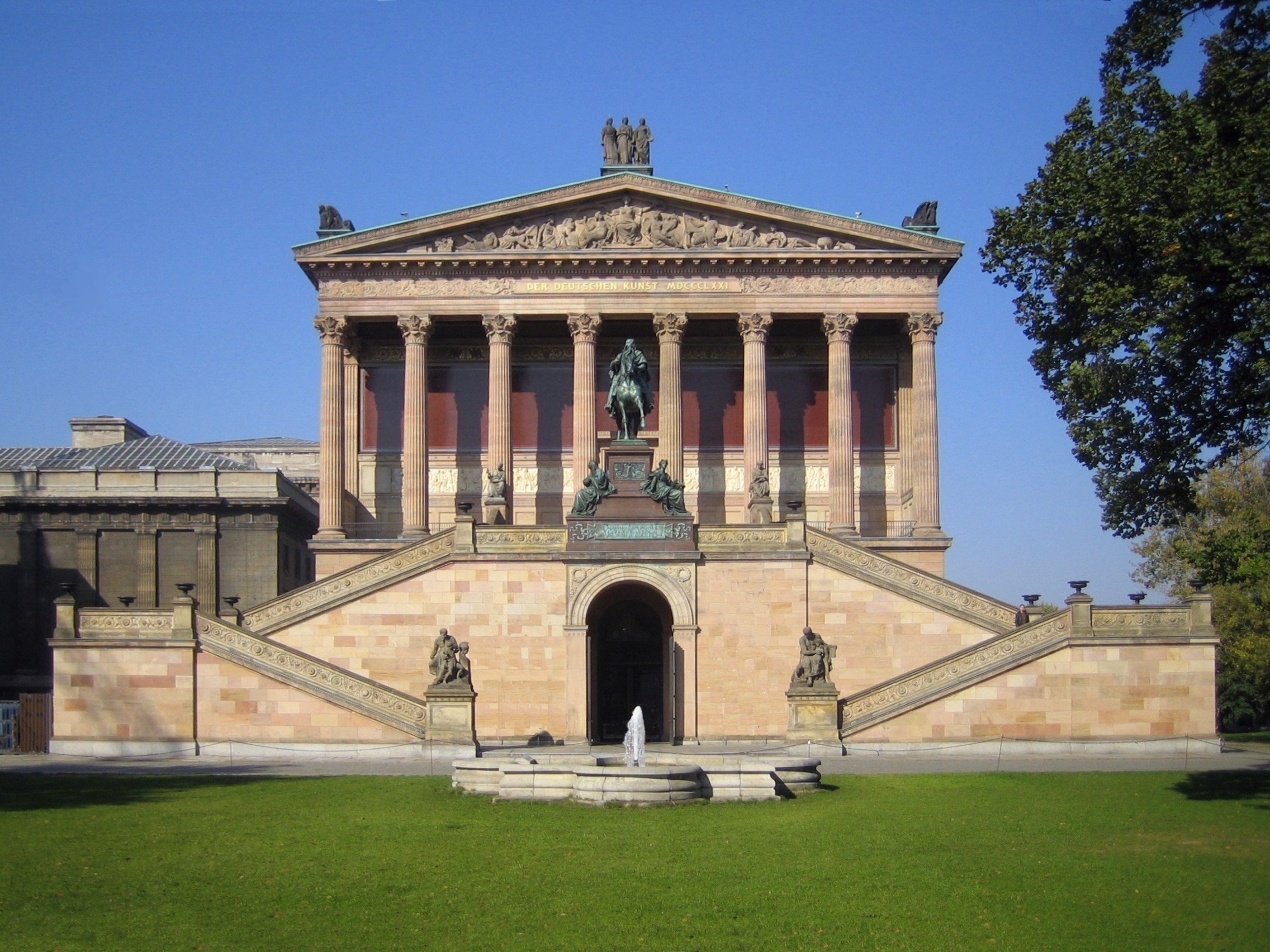
Alte Nationalgalerie